# Християнсько-демократична партія (Норвегія)
Християнська народна партія (ХНП) (норв. Kristelig Folkeparti, нюн. Kristeleg Folkeparti), скорочено KrF, часто перекладається також як Християнсько-демократична партія — норвезька християнсько-демократична політична партія.

## Історія
Заснована у 1933 році колишніми членами Ліберальної партії і з виборів того ж року має представництво у Стортингу. Спирається на традиційну мораль лютеранської церкви, виступає на захист сімейних цінностей, проти абортів та розширення прав гомосексуалів. Закликає до обмеження участі держави в економічному житті. У соціальній сфері визнає необхідність державної турботи про громадян.
Неодноразово брала участь у правлячих коаліціях. Її представники очолювали коаліційні уряди у 1972–1973 (Ларс Корвальд), 1997–2000 і 2001–2005 (Х'єль Магне Бунневік).